# Colpocephalum apivorus
Colpocephalum apivorus är en insektsart som beskrevs av João Tendeiro 1958. Colpocephalum apivorus ingår i släktet Colpocephalum, och familjen spolätare. Arten är reproducerande i Sverige.